# Il bergsonismo e altri saggi
Il bergsonismo e altri saggi è un testo di Gilles Deleuze uscito presso le Presses Universitaires de France nel 1966 e in italiano presso Feltrinelli nel 1983 e in nuova ed. presso Einaudi nel 2001 (con introduzione di Pier Aldo Rovatti).

## Contenuti
Il libro raccoglie e amplia alcuni suoi articoli scritti in precedenza (Il bergsonismo e La concezione della differenza in Bergson). Mentre nel primo capitolo Deleuze delinea le componenti fondamentali del metodo dell'intuizione bergsoniano, successivamente i temi fondamentali del pensiero di Bergson, come, per fare alcuni esempi, il movimento, la durata e la memoria, sono letti focalizzandosi sul concetto cardine di differenza. Deleuze interpreta la differenza bergsoniana come una "molteplicità qualitativa" e virtuale (cioè potenziale) che si affranca autonomamente dalle "molteplicità di tipo quantitativo", inerenti alle realtà numeriche e spaziali.
Quest'ultimo tipo di molteplicità rappresentano in realtà un tipo di differenza esteriore e, in un certo senso, un falso movimento della differenza. Questo perché lo spazio e il numero sono molteplicità che contengono la natura delle proprie variazioni. Cioè le variazioni spaziali e quelle numeriche rimangono sempre in se stesse, conservando la propria natura. La divisione di un numero, ad esempio, ci restituisce sempre un numero, mentre la divisione dello spazio ci restituisce sempre spazio. Proprio questo motivo un orologio è incapace di restituirci una vera comprensione del tempo, riuscendo al massimo a fornircene una rappresentazione spaziale o numerica. Le variazioni temporali invece sono di tutt'altro tipo. Allo scopo di meglio comprendere la natura del Tempo, Bergson elaborerà il concetto di durata che però, secondo Deleuze, non può essere colto appieno senza capire che in essa opera un tipo particolare di differenza, la differenza qualitativa, cioè quel tipo di "molteplicità che non possono essere divise se non cambiando la natura stessa della divisione" ad ogni passaggio (virtualità delle molteplicità qualitative). È solo considerando questo tipo di molteplicità che si possono superare le difficoltà logiche sollevate dai paradossi zenoniani sul tempo e sul movimento (come quelli della freccia o di Achille e la tartaruga). Se ad esempio Achille supera la tartaruga, nonostante Zenone dica che ciò sia impossibile, è perché vi è una differenza qualitativa (una differenza di ritmo e quindi temporale tra un passo e l‘altro) fra il movimento nello spazio (che è in sé sempre uguale) del primo rispetto alla seconda.
Deleuze considera la classificazione delle differenze fondamentale alla comprensione dei concetti più importanti di Bergson, in particolar modo al concetto di slancio vitale e anche per comprendere se il pensiero di Bergson sia l'elaborazione d'un monismo metafisico piuttosto che, viceversa, d'una metafisica dei molti. Il libro costituisce una delle prime articolazioni dell'indagine deleuziana sul concetto filosofico di differenza che poi tornerà a più riprese nella sua riflessione filosofica.

## Capitoli
1. L'intuizione come metodo.
2. La durata come dato immediato.
3. La memoria come coesistenza virtuale.
4. Una o molte durate?
5. Lo slancio vitale come movimento della differenziazione.

Appendice
- Bergson (1956, da Les philosophes célèbres)
- La concezione della differenza in Bergson (1956)
- Un ritorno a Bergson (1988, postfazione all'ed. americana)

## Edizioni italiane
- Il bergsonismo, trad. di Federica Sossi, Milano: Feltrinelli, 1983. ISBN 88-07-10003-7
- Il bergsonismo e altri saggi, a cura di Pier Aldo Rovatti e Deborah Borca, Torino: Einaudi, 2001. ISBN 88-06-15278-5